# 東京消防信用組合
東京消防信用組合（とうきょうしょうぼうしんようくみあい）は東京都千代田区に本店を置く信用組合。東京消防庁の職員を対象とした職域信用組合である。

## 沿革
- 1954年1月 - 東京消防庁職員貯蓄組合を継承して東京消防庁職員信用組合の名称で設立
- 1983年7月 - 東京消防信用組合に改称